# Monato
Monato („Monat“) ist ein monatlich erscheinendes Nachrichtenmagazin auf Esperanto, das Artikel aus den Bereichen Politik, Kultur und Wirtschaft veröffentlicht. Es wird in Belgien produziert und hat etwa 1.700 Abonnenten in 65 Ländern.
Das Magazin hat 100 Korrespondenten in 45 Ländern und veröffentlicht ausschließlich auf Esperanto verfasste Artikel, also keine Übersetzungen. Monato wurde 1979 gegründet; die erste Ausgabe erschien am 15. Januar 1980.
Alle Artikel in Monato werden nicht von ausgebildeten Redakteuren produziert, sondern von Einwohnern desjenigen Landes, das der jeweilige Artikel schwerpunktmäßig behandelt, also Amateuren.